# FU-Orionis-Stern
FU-Orionis-Sterne oder FUORs sind eruptiv veränderliche Vorhauptreihensterne mit einem Helligkeitsanstieg von mehr als 5 mag innerhalb von einigen hundert Tagen und einem Abstieg zur Ruhehelligkeit innerhalb von Jahrzehnten. Die Sternklasse ist benannt nach ihrem Prototyp FU Orionis.

## Eigenschaften

### Spektrum
Das Spektrum eines FUORs ist das eines Überriesen mit einer Spektralklasse A bis G im optischen Spektralbereich und einer Oberflächentemperatur bis zu 7000 K, während im nahen Infrarot das Spektrum eher als das eines Roten Riesen mit einer Temperatur von 3000 K erscheint. Im Ultraviolett ist das Spektrum früher als im Optischen. Diese unterschiedlichen Spektralklassen können – anders als bei einigen Be-Sternen - nicht als Folge einer schnellen Rotation des Sterns interpretiert werden, da die Rotationsgeschwindigkeit für die erforderliche Abplattung den Stern zerreißen würde.
Alle FUORs zeigen einen ausgeprägten Infrarotexzess. Aus den blauverschobenen Emissionslinien kann ein Sternwind mit einer Geschwindigkeit von einigen 100 km/s abgeleitet werden mit einer Massenverlustrate um die 10−5 Sonnenmassen pro Jahr. Charakteristisch für FU-Orionis-Sterne sind die P-Cygni-Profile des Wasserstoffs und des Natriums sowie Absorptionsbanden des Kohlenmonoxids im nahen Infraroten. Vor dem Ausbruch zeigen FUORs das Spektrum eines T-Tauri-Sterns.

### Lichtkurve
Die FU-Orionis-Sterne zeigen einen steilen Anstieg der Helligkeit in einem Zeitraum von 100 Tagen bis zu einem Jahr. Dabei steigt die Helligkeit im Visuellen um mindestens 5 mag an und fällt danach sehr langsam wieder ab. Eine vollständige Rückkehr zur Ruhehelligkeit ist bisher noch nicht beobachtet worden, der Zeitraum des Ausbruchs dürfte daher länger als 100 Jahre andauern. Während eines Ausbruchs unterliegt die Helligkeit nur geringen Schwankungen. Die FUORs wurden ursprünglich als extrem langsame Novae klassifiziert, aber diese Interpretation gilt als überholt. Vor ihrem Ausbruch zeigen sie eine geringe Veränderlichkeit von circa einer Magnitude.

### Sonstiges
FUOR-Sterne sind sehr jung und befinden sich stets innerhalb von Sternentstehungsgebieten. Ihr geringes Alter wird durch einen hohen Anteil von Lithium in ihren Spektren unterstrichen, welches noch nicht durch thermonukleare Reaktionen zerstört wurde.
Fast alle FUORs sind in einen Reflexionsnebel eingebettet. Daneben zeigt ein Teil der FUORs Verbindung zu Herbig-Haro-Objekten, optischen Jets und molekularen Ausflüssen.
Weiterhin zeigen FUORs Anzeichen für Flickering und periodische Variationen in der Form der Spektrallinien. Beobachtete instabile Pseudoperioden von 2 bis 9 Tagen in den Lichtkurven sind wahrscheinlich die Umlaufperioden von Inhomogenitäten am inneren Rand der Akkretionsscheiben. Dabei sind die Amplituden der Helligkeitsschwankungen und die Änderungen des Farbindexes B-V miteinander korreliert.

### Vorkommen in Sternkatalogen
Der General Catalogue of Variable Stars listet aktuell 11 Sterne mit dem Kürzel FU sowie weitere 14 vermutete FU-Orionis-Sterne. Damit ist dieser Typ sehr selten und weniger als 0,05 % aller Sterne in diesem Katalog gehören zur Klasse der FU-Orionis-Sterne.

## Ursache des Ausbruchs

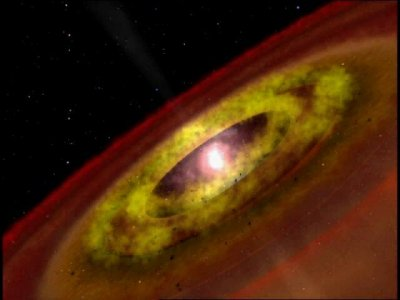
Künstlerische Darstellung eines FU-Orionis-Sterns mit einer Akkretionsscheibe

Das FU-Orionis-Stadium wird heute als ein Aufleuchten der Akkretionsscheibe um den Vorhauptreihenstern interpretiert. Demnach befindet sich die Akkretionsscheibe in einem bistabilen Zustand (Disc Instability Model) wie bei den Zwergnovae. In der Ruhephase sammelt die Scheibe mehr einfallende Materie aus der Umgebung des Sterns ein, als sie an den T-Tauri-Stern weiterreicht.
Aufgrund einer thermischen Instabilität ändert sich die Viskosität in der Akkretionsscheibe, und diese innere Reibung führt sowohl zu einem Aufleuchten der Scheibe als auch zu einer stark ansteigenden Akkretionsrate auf den zentralen Stern: während einer Eruption können bis zu 0,01 Sonnenmassen auf den Stern transferiert werden, wobei die Massenakkretionsrate aus der Umgebung nur 10−5 Sonnenmassen pro Jahr erreichen kann. Dabei kann die Leuchtkraft der Akkretionsscheibe die des Sterns um den Faktor 1000 überschreiten, sodass nur noch Strahlung aus der Scheibe nachgewiesen wird.
Aus statistischen Argumenten ist abgeleitet worden, dass alle T-Tauri-Sterne die FUOR-Phase 10 bis 20 mal durchlaufen, wahrscheinlich wird dabei ein erheblicher Anteil der akkretierten Masse eines jungen Sterns geringer Masse aufgenommen. Der durchschnittliche Abstand zwischen den Ausbrüchen dürfte zwischen 5.000 und 50.000 Jahren liegen.
Während des Ausbruchs zeigen FU-Orionis-Sterne Helligkeitsänderungen mit Periodenlängen in der Größenordnung von Tagen. Dies wird interpretiert als die Rotationsdauer des Sterns, der entlang von Magnetfeldlinien Materie aus der zirkumstellaren Scheibe auf seine Oberfläche akkretiert. Durch die Rotation werden die heißen Akkretionsflecken periodisch sichtbar und modulieren die Lichtkurve.
Die Ausbrüche in der FU-Orionis-Phase sind wahrscheinlich die Ursache für große Spreizung der bolometrischen Helligkeiten von T-Tauri-Sternen im Hertzsprung-Russell-Diagramm. Nach dem erhöhten Einfall hat der zentrale Stern große Mengen an Materie in einem kurzen Zeitraum aufgenommen und ist danach noch nicht wieder in sein thermisches Gleichgewicht zurückgekehrt. Daneben hat der Stern große Mengen an Wärmeenergie aufgenommen, die beim Aufprall der Materie auf die Oberfläche freigesetzt wurde. Der Vorhauptreihenstern reagiert darauf mit einer Expansion seines Radius. Unter erhöhter Abstrahlung und mit abnehmendem Radius kehrt er dann wieder in sein Gleichgewicht zurück, bis zur nächsten FUOR-Phase.
Die Eruptionen von FUORs werden mit der Entstehung von Chondriten in protoplanetarischen Scheiben in Verbindung gebracht. Wie die Analyse dieser Meteoriten vermuten lässt, läuft während eines Akkretionereignisses eine Schockwelle durch die Scheibe und heizt die Materie auf.

### Überholte Theorien
Als Ursache der lang anhaltenden Eruption wurden früher vermutet:
- Auflösung einer zirkumstellaren Scheibe
- Strukturänderungen im Sterninneren
- Einfall eines großen Objektes auf den Stern
- oberflächennahe Kernreaktionen
- Zerfall eines Magnetfeldes unterhalb eines kritischen Wertes
- Freisetzen thermischer Strahlung.

Alle diese Hypothesen gelten heute als überholt.

## Beispiele
- FU Orionis
- Weitere bekannte FUORs sind V1057 Cygni und V1515 Cygni